# Delphine de Vigan
Delphine de Vigan (* 1. března 1966) je francouzská spisovatelka.

## Život a dílo
Delphine de Vigan psala své první čtyři romány po nocích, protože ve dne pracovala pro společnost v Alfortville, která se zabývala průzkumem veřejného mínění. Její první publikovaná práce Jours sans faim (2001) vyšla pod pseudonymem Lou Delvig, ale od té doby psala pod svým vlastním jménem.
Její průlomovou prací byla No et moi (2007), která v roce 2009 získala Mezinárodní cenu Rotary a prestižní francouzskou cenu Prix des libraires; román byl přeložen do dvaceti jazyků a roku 2010 byl zfilmován režisérem Zabou Breitmanem (No et moi). Po úspěchu této knihy se začala věnovat pouze literatuře.
Léta 2011 vydala román Rien ne s'oppose à la nuit (Noc nic nezadrží), který pojednává o rodině vyrovnávající se s bipolární poruchou ženy; kniha získala několik francouzských literárních cen, včetně ceny Prix du roman Fnac, ceny Roman France Télévisions, Grand prix des lectrices de Elle a Prix Renaudot des lycéens.

## Dílo

### Romány
- Jours sans faim (Dny bez hladu), Éditions Grasset, 2001 (pod pseudonymem Lou Delvig)
- Les Jolis Garçons (Pěkní chlapci), JC Lattès, 2005
- Un soir de décembre, Jean-Claude Lattès, 2005
- No et moi (No a já), Jean-Claude Lattès, 2007 (No and me, Bloomsbury 2010)
- Sous le manteau, Flammarion, 2008 (contributor)
- Les Heures souterraines (Ani později, ani jinde), Jean-Claude Lattès, 2009 (Underground Time, Bloomsbury 2011)
- Rien ne s'oppose à la nuit (Noc nic nezadrží), Jean-Claude Lattès, 2011 (Nothing Holds Back the Night, Bloomsbury 2014)
- D'après une histoire vraie (Podle skutečného příběhu: román), Jean-Claude Lattès, 2015 (Based on a True Story, Bloomsbury 2017)
- Les Loyautés (Pouta), Jean-Claude Lattès, 2018 (Loyalties, Bloomsbury 2019)
- Les Gratitudes (Vděk), Jean-Claude Lattès, 2019 (The Children Are Kings, 2022)
- Les enfants sont rois (Děti nade vše), Gallimard, 2021.

### Scénáře
- Budeš můj syn (Tu seras mon fils, 2011; s Gillesem Legrandem)

## Ocenění
- Důstojník Řádu umění a literatury (10. 2. 2016). [2]

## České překlady
- Ani později, ani jinde, překlad Alexandra Pflimpflová; Praha: Odeon, 2011. ISBN 978-80-207-1348-3
- Noc nic nezadrží, překlad Alexandra Pflimpflová; Praha: Odeon, 2012. ISBN 978-80-207-1448-0
- Podle skutečného příběhu, překlad Alexandra Pflimpflová; Praha: Odeon, 2016. ISBN 978-80-207-1695-8
- Pouta, překlad Alexandra Pflimpflová; Praha: Odeon, 2018. ISBN 978-80-207-1847-1
- Vděk, překlad Alexandra Pflimpflová; Praha: Odeon, 2019. ISBN 978-80-207-1913-3
- Děti nade vše, překlad Alexandra Pflimpflová; Praha: Odeon, 2021. ISBN 978-80-207-2057-3

### Rozhlasové zpracování
- 2020 Delphine de Vigan: Pouta, sedmidílná četba na pokračování, účinkují: Mikuláš Převrátil, Jana Stryková; z překladu Alexandry Pflimpflové pro rozhlas připravila Marina Feltlová; režii měl Dimitrij Dudík.[3]

### Dramatizace
11. listopadu 2023 uvedlo pražské divadlo Viola v české premiéře divadelní adaptaci novely Vděk. V režii Martiny Kinské (spolu s Janem Rejžkem je autorkou adaptace) hrají Klára Cibulková, Anna Kameníková a Ladislav Hampl.